# (11933) Himuka
(11933) Himuka (1993 ES) – planetoida z pasa głównego asteroid okrążająca Słońce w ciągu 4,37 lat w średniej odległości 2,67 j.a. Odkryta 15 marca 1993 roku.